# Liste der Abkürzungen antiker Autoren und Werktitel/S
| Abk. Autor           | Autor | Autor | Edition |
|                      | Abk. Werk | Werktitel | Deutscher Titel |
| -------------------- | --- | --- | --- |
| S. Emp. (Sext. Emp.) | Sextus Empiricus | Sextus Empiricus | |
|                      | adv. math. | adversus mathematicos Πρὸς Μαθηµατικούς (Pròs Mathēmatikoús)                                                                         | Gegen die Wissenschaftler |
|                      | adv. phys. | adversus physicos | |
|                      | P. H. (Pyrrh. hyp.) | Pyrrhoneiai hypotyposeis Πυρρώνειοι ὑποτυπώσεις (Pyrrhṓneioi hypotypṓseis)                                                           | Grundzüge der pyrrhonischen Skepsis |
| Sacerd.              | Marius Plotius Sacerdos | Marius Plotius Sacerdos | |
|                      | | artes grammaticae | |
| Sach                 | Sacharja | Sacharja | |
| Sacr.                | Sakramentar (Sacramentarium) | Sakramentar (Sacramentarium) | |
| Sacr. Gelas.         | Sacramentarium Gelasianum | Sacramentarium Gelasianum | |
| Sacr. Greg.          | Sacramentarium Gregorianum | Sacramentarium Gregorianum | |
| Sacr. Hadr.          | Sacramentarium Hadrianum | Sacramentarium Hadrianum | |
| Sacr. Leon.          | Sacramentarium Leonianum | Sacramentarium Leonianum | |
| Sacr. Sangall.       | Sacramentarium Sangalliense | Sacramentarium Sangalliense | |
| Sall.                | Sallust siehe auch Ps.-Sall. | Sallust siehe auch Ps.-Sall. | |
|                      | Cat. | de coniuratione Catilinae | Über die Verschwörung des Catilina |
|                      | epist. | epistulae ad Caesarem (Pseudo-Sallust)                                                                                               | |
|                      | hist. frg. | historiarum fragmenta | |
|                      | in Tull. | in M. Tullium invectiva (Pseudo-Sallust)                                                                                             | |
|                      | inv. Cic. | invectiva in Ciceronem | |
|                      | Iug. | de bello Iugurthino | Über den Krieg gegen Jugurtha |
| Sallust.             | Salustios | Salustios | |
| Salv.                | Salvian von Marseille | Salvian von Marseille | |
|                      | eccl. | ad ecclesiam | |
|                      | epist. | epistulae | |
|                      | gub. | de gubernatione dei | |
| Sam1, Sam2           | 1., 2. Buch Samuel (Liber Samuelis I,II)                                                                                             | 1., 2. Buch Samuel (Liber Samuelis I,II)                                                                                             | |
| SAME                 | Sifre de Aggadata al Megillat Ester                                                                                                  | Sifre de Aggadata al Megillat Ester                                                                                                  | Salomon Buber (Hrsg.): Sammlung agadischer Commentare zum Buche Esther. Wilna 1886, Nachdruck                                                                                        |
| San                  | Talmudtraktat Sanhedrin | Talmudtraktat Sanhedrin | |
| Sap                  | Buch der Weisheit (Sapientia Salomonis)                                                                                              | Buch der Weisheit (Sapientia Salomonis)                                                                                              | |
| Sav                  | Talmudtraktat Zabbim (Savim) | Talmudtraktat Zabbim (Savim) | |
| SC                   | Senatus consultum | Senatus consultum | |
| Sch.                 | Scholion | Scholion | |
| scil.                | das heißt, nämlich (scilicet) | das heißt, nämlich (scilicet) | |
| Scrib. Larg.         | Scribonius Largus | Scribonius Largus | |
|                      | | compositiones | |
| Sedul.               | Sedulius | Sedulius | |
| SEG                  | Supplementum Epigraphicum Graecum | Supplementum Epigraphicum Graecum | J. J. E. Hondius (Leiden 1923ff) |
| SekhT                | Sekhel Tov | Sekhel Tov | Salomon Buber (Hrsg.): Sechel Tob. Commentar zum ersten und zweiten Buch Mosis von Rabbi Menachem ben Salomo. Berlin 1900, Nachdruck Tel Aviv                                        |
| Sem                  | Semachot | Semachot | D. Zlotnick: The Tractate »Mourning«. In: Yale Judaica Series 17, New Haven u. London 1966                                                                                           |
| Semon.               | Semonides | Semonides | |
| Sen.                 | Seneca | Seneca | |
|                      | Ad Helv. | Ad Helviam | Trostschrift an seine Mutter Helvia |
|                      | Ag. | Agamemnon | |
|                      | amic. | de amicitia | |
|                      | apocol. | divi Claudii apocolocyntosis | Die Verkürbissung des Kaisers Claudius |
|                      | benef. | de beneficiis | |
|                      | brev. vit. | de brevitate vitae | Über die Kürze des Lebens |
|                      | clem. | de clementia | Über die Güte |
|                      | dial. | dialogi | |
|                      | epist. | epistulae morales ad Lucilium | |
|                      | Herc. f. | Hercules furens | Der rasende Herkules |
|                      | Herc. O. | Hercules Oetaeus | Herkules auf Oeta |
|                      | Med. | Medea | |
|                      | nat. | naturales quaestiones | |
|                      | Oed. | Oedipus | |
|                      | Phaedr. | Phaedra | |
|                      | Phoen. | Phoenissae | Die Phönizischen Frauen |
|                      | rem. Fort. | de remendiis fortuitorum | |
|                      | Thy. | Thyestes | |
|                      | Tro. | Troades | Die Troerinnen |
|                      | v. beat. | de vita beata | Vom glücklichen Leben |
|                      | vita patr. | liber de vita patris | |
| Sen. (Sen. Rhet.)    | Seneca der Ältere | Seneca der Ältere | |
|                      | contr. | controversiae | Kontroversen |
|                      | suas. | suasoriae | Ratschläge |
| SER                  | Seder Elijahu Rabba (erster Teil des Tanna de-be Elijahu)                                                                            | Seder Elijahu Rabba (erster Teil des Tanna de-be Elijahu)                                                                            | Meir Friedmann: Seder Eliahu rabba und Seder Eliahu zuta (Tanna d'be Eliahu). Wien 1902, Jerusalem 21960                                                                             |
| serm.                | sermo | sermo | |
| Serv.                | Servius | Servius | Georg Thilo, Hermann Hagen (1878–1902) |
|                      | auct. oder Dan. | auctus Danielis | Servius Danielis |
|                      | Aen. (A.) | commentarius in Vergilii Aeneida | Kommentar zu Vergils Aeneis |
|                      | fin. | de finalibus ad Aquilinum | |
|                      | ecl. (E.) | commentarius in Vergilii eclogas | Kommentar zu Vergils Eklogen |
|                      | georg. (G.) | commentarius in Vergilii georgica | Kommentar zu Vergils Georgica |
|                      | in Donat. | commentarius in Donati artem | |
|                      | metr. | de centum metris ad Albinum | |
|                      | metr. Hor. | de metris Horatii ad Fortunatianum                                                                                                   | |
| SES                  | Seder Elijahu Zuta (zweiter Teil des Tanna de-be Elijahu)                                                                            | Seder Elijahu Zuta (zweiter Teil des Tanna de-be Elijahu)                                                                            | s. SER |
| Sev                  | Talmudtraktat Zevachim (Sevachim) | Talmudtraktat Zevachim (Sevachim) | |
| Sext. Emp.           | Sextus Empiricus (siehe S. Emp.) | Sextus Empiricus (siehe S. Emp.) | |
| SGI                  | Searchable Greek Inscriptions: A Scholarly Tool in Progress                                                                          | Searchable Greek Inscriptions: A Scholarly Tool in Progress                                                                          | The Packard Humanities Institute (online) |
| SHA                  | scriptores historiae augustae (Verfasser der Historia Augusta)                                                                       | scriptores historiae augustae (Verfasser der Historia Augusta)                                                                       | |
|                      | Ael. | Aelius | Lucius Aelius Caesar |
|                      | Alb. | Clodius Albinus | Clodius Albinus |
|                      | Alex. | Alexander Severus | Severus Alexander |
|                      | Aur. | Marcus Aurelius | Mark Aurel |
|                      | Aurelian. | Aurelianus | Aurelian |
|                      | Avid. | Avidius Cassius | Avidius Cassius |
|                      | Car. | Carus et Carinus et Numerianus | Carus, Carinus und Numerian |
|                      | Carac. | Antoninus Caracalla | Caracalla |
|                      | Claud. | Claudius | Claudius Gothicus |
|                      | Comm. | Commodus | Commodus |
|                      | Diad. | Diadumenus Antoninus | Diadumenianus |
|                      | Did. | Didius Iulianus | Didius Julianus |
|                      | Gall. | Gallieni duo | Gallienus |
|                      | Geta | Antoninus Geta | Geta |
|                      | Gord. | Gordiani tres | Gordian I., Gordian II. und Gordian III. |
|                      | Hadr. | Hadrianus | Hadrian |
|                      | Heliog. | Heliogabalus | Elagabal |
|                      | Max. Balb. | Maximus et Balbus | Pupienus und Balbinus |
|                      | Maximin. | Maximini duo | Maximinus Thrax |
|                      | Opil. | Opilius Macrinus | Macrinus |
|                      | Pert. | Helvius Pertinax | Pertinax |
|                      | Pesc. | Pescennius Niger | Pescennius Niger |
|                      | Pius | Antoninus Pius | Antoninus Pius |
|                      | Prob. | Probus | Probus |
|                      | quadr. tyr. | quadrigae tyrannorum | Viergespann der Tyrannen (Firmus, Julius Saturninus, Proculus und Bonosus) |
|                      | Sept. Sev. | Septimius Severus | Septimius Severus |
|                      | Tac. | Tacitus | Tacitus |
|                      | trig. tyr. | triginta tyranni | 30 Tyrannen |
|                      | Valer. | Valeriani duo | Valerian |
|                      | Ver. | Verus | Lucius Verus |
| Shab                 | Talmudtraktat Schabat | Talmudtraktat Schabat | |
| ShemR                | Schemot Rabba | Schemot Rabba | s. Midrasch Rabba |
| Sheq                 | Talmudtraktat Scheqalim | Talmudtraktat Scheqalim | |
| Shevi                | Talmudtraktat Schevi'it | Talmudtraktat Schevi'it | |
| Shevu                | Talmudtraktat Schevu'ot | Talmudtraktat Schevu'ot | |
| ShirR                | Shir HaShirim Rabba (Midrasch zum Hohen Lied)                                                                                        | Shir HaShirim Rabba (Midrasch zum Hohen Lied)                                                                                        | s. Midrasch Rabba |
| ShirS                | Shir HaShirim Zuta (Midrasch zum Hohen Lied)                                                                                         | Shir HaShirim Zuta (Midrasch zum Hohen Lied)                                                                                         | s. Midrasch Zuta |
| Sib.                 | Sibyllina | Sibyllina | |
| Sidon.               | Sidonius Apollinaris | Sidonius Apollinaris | |
|                      | carm. | carmina | Gedichte |
|                      | epist. | epistulae | Briefe |
| Siddur               | Siddur (Gebetbuch) | Siddur (Gebetbuch) | Sidur Sefat Emet. Mit deutscher Übersetzung von S. Bamberger, Neuaufl. Basel 1993 / I. Davidson, S. Assaf, B. I. Joel (Hrsg.): Siddur R. Saadja Gaon. Jerusalem 1963                 |
| SifBem               | Sifre Bemidbar (Midrasch zum 4. Buch Mose)                                                                                           | Sifre Bemidbar (Midrasch zum 4. Buch Mose)                                                                                           | H. S. Horovitz (Hrsg.): Siphre ad Numeros adjecto Siphre zutta. Leipzig 1917, Nachdruck Jerusalem 1991                                                                               |
| SifDev               | Sifre Devarim (Midrasch zum 5. Buch Mose)                                                                                            | Sifre Devarim (Midrasch zum 5. Buch Mose)                                                                                            | L. Finkelstein (Hrsg.): Siphre ad Deuteronomium. Berlin 1939, New York/Jerusalem 31993                                                                                               |
| Sifra                | Sifra (Midrasch zum 3. Buch Mose) | Sifra (Midrasch zum 3. Buch Mose) | I. H. Weiss (Hrsg.): Sifra deVeRav. Wien 1862 / L. Finkelstein (Hrsg.): Sifra on Leviticus. New York 1983ff                                                                          |
| SifS                 | Sifre Zuta | Sifre Zuta | s. SifBem |
| SIG                  | Sylloge Inscriptionum Graecarum | Sylloge Inscriptionum Graecarum | Wilhelm Dittenberger 2. Aufl. 3 Bde., Leipzig 1898–1909; 3. Aufl. Leipzig, 4 Bde., 1915–24; Neudruck 1960                                                                            |
| Sil.                 | Silius Italicus | Silius Italicus | |
|                      | | Punica | |
| Sim.                 | Simonides | Simonides | |
| Simpl.               | Simplikios | Simplikios | |
| Sir                  | Jesus Sirach | Jesus Sirach | |
| Sis.                 | Lucius Cornelius Sisenna | Lucius Cornelius Sisenna | |
| Skyl.                | Skylax | Skylax | |
|                      | | periplus | |
| Skymn.               | Skymnos | Skymnos | |
|                      | | periegesis | |
| SM                   | Supplementum Magicum | Supplementum Magicum | Robert Walter Daniel, Franco Maltomini (Opladen 1990, 1992) |
| SMG                  | Scriptores Musici Graeci | Scriptores Musici Graeci | Karl von Jan (Leipzig 1899ff.) |
| SNG                  | Sylloge Nummorum Graecorum | Sylloge Nummorum Graecorum | British Academy (London 1930ff.) |
| Soi                  | Soferim | Soferim | M. Higger (Hrsg.): Masseket Soferim. New York 1937, Nachdruck Jerusalem 1970 |
| Sokr.                | Sokrates Scholastikos | Sokrates Scholastikos | |
|                      | hist. eccl. (EH) | historia ecclesiastica Ἐκκλησιαστικὴ ἱστορία (Ekklēsiastikḕ historía)                                                                | Kirchengeschichte |
| Sol.                 | Solon | Solon | |
| Solin.               | Gaius Julius Solinus | Gaius Julius Solinus | |
| Soph.                | Sophokles | Sophokles | |
|                      | Ai. | Aiax Αἴας (Aías) | Aias |
|                      | Ant. | Antigona Ἀντιγόνη (Antigónē) | Antigone |
|                      | El. | Electra Ἠλέκτρα (Ēléktra) | Elektra |
|                      | ichn. | ichneutae Ἰχνευταί (Ichneutaí) | Die Spürhunde |
|                      | Oid. K. (OK) | Oedipus Coloneus Οἰδίπους ἐπὶ Κολωνῷ (Oidípous epì Kolōnôi)                                                                          | Ödipus auf Kolonos |
|                      | Oid. T. (OT) | Oedipus Rex Οἰδίπους Τύραννος (Oidípous Týrannos)                                                                                    | König Ödipus |
|                      | Phil. | Philoctetus Φιλόκτητος (Philóktētos)                                                                                                 | Philoktet |
|                      | Trach. | Trachiniae Τραχίνιαι (Trachíniai) | Die Trachinierinnen |
| Sophr.               | Sophron | Sophron | |
| SOR                  | Seder Olam Rabba | Seder Olam Rabba | B. Ratner (Hrsg.): Seder Olam Rabba. Die grosse Weltchronik. Wilna 1897, Nachdruck Jerusalem 1988 / Ch. J. Milikowsky (Hrsg.): Seder Olam. A Rabbinic Chronography. Diss., Yale 1981 |
| Soran.               | Soranos von Ephesos | Soranos von Ephesos | |
|                      | (gyn.) | Gynaecia Περὶ γυναικείων παθῶν (Perí gynaikeíōn pathṓn)                                                                              | Über Frauenkrankheiten |
|                      | fasc. | de fasciis | Über die Bänder |
|                      | puls. | de pulsibus Περὶ σφυγµῶν (Perì sphygmôn)                                                                                             | (Zuschreibung zweifelhaft) |
|                      | quaest. med. | quaestiones medicinales | Medizinische Fragen (Zuschreibung zweifelhaft) |
|                      | sign. fract. | de signis fracturarum Σηµεῖα καταγµάτων (Sēmeîa katagmátōn)                                                                          | Über Anzeichen von Knochenbrüchen |
|                      | vita Hipp. | vita Hippocratis Ἱπποκράτους γένος καὶ βίος κατὰ Σωρανόν (Hippokrátous génos kaì bíos katà Sōranón)                                  | Leben des Hippokrates |
| Sor.                 | Sotades | Sotades | |
| SOS                  | Seder Olam Zuta | Seder Olam Zuta | M. J. Weinstock (Hrsg.): Seder Olam Zuta HaShalem. Jerusalem 1957 |
| Sota                 | Talmudtraktat Sota | Talmudtraktat Sota | |
| Soz.                 | Sozomenos | Sozomenos | |
|                      | hist. eccl. (EH) | historia ecclesiastica Ἐκκλησιαστικὴ ἱστορία (Ekklēsiastikḕ historía)                                                                | Kirchengeschichte |
| Speus.               | Speusippos | Speusippos | |
| Spr                  | Buch der Sprichwörter | Buch der Sprichwörter | |
| ss. …                | Heilige … (Plural, sancti) | Heilige … (Plural, sancti) | |
| St. …                | Heiliger/Heilige … (Singular, Sankt)                                                                                                 | Heiliger/Heilige … (Singular, Sankt)                                                                                                 | |
| STA                  | Seder Tannaim we-Amoraim | Seder Tannaim we-Amoraim | M. Grosberg (Hrsg.): Seder Olam zuta and complete Seder Tannaim v'Amoraim. London 1910, Nachdruck Tel Aviv/Jerusalem 1970                                                            |
| Stat.                | Statius | Statius | |
|                      | Ach. | Achilleis | |
|                      | bell. Germ. | de bello Germanico | |
|                      | silv. | silvae | |
|                      | Theb. | Thebais | |
| Steph.               | Stephanos von Alexandria | Stephanos von Alexandria | |
|                      | | commentaria in Aristotelem | |
| Steph. Byz.          | Stephanos Byzantios | Stephanos Byzantios | |
| Stesich.             | Stesichoros | Stesichoros | |
| Stob.                | Johannes Stobaios | Johannes Stobaios | |
|                      | ecl. | eclogae physicae et ethicae Ἐκλογαὶ φυσικαὶ καὶ ἐθικαὶ (Eklogaí physikaì kaì ethikaì)                                                | Buch I und II der Sammlung |
|                      | flor. (serm.) | florilegium (sermones) Ἀνθολόγιον (Anthológion)                                                                                      | Buch III und IV (Florilegium) der Sammlung |
| Strab.               | Strabon | Strabon | |
|                      | geogr. | geographica Γεωγραφικά (Geōgraphiká)                                                                                                 | Erdbeschreibung |
|                      | chr. | Chrestomathia | |
| Stuart Jones, Cap.   | A Catalogue of the Ancient Sculptures Preserved in the Municipal Collections of Rome: The Sculptures of the Museo Capitolino         | A Catalogue of the Ancient Sculptures Preserved in the Municipal Collections of Rome: The Sculptures of the Museo Capitolino         | Henry Stuart Jones (Oxford 1926) |
| Stuart Jones, Cons.  | A Catalogue of the Ancient Sculptures Preserved in the Municipal Collections of Rome: The Sculptures of the Palazzo dei Conservatori | A Catalogue of the Ancient Sculptures Preserved in the Municipal Collections of Rome: The Sculptures of the Palazzo dei Conservatori | Henry Stuart Jones (Oxford 1912) |
| Suda                 | Suda | Suda | |
| Suet.                | Sueton | Sueton | |
|                      | Aug. | divus Augustus | Leben des Augustus |
|                      | Caes. | de vita Caesarum | Leben der Caesaren |
|                      | Cal. | Caligula | Leben des Caligula |
|                      | Claud. | divus Claudius | Leben des Claudius |
|                      | Dom. | Domitianus | Leben des Domitian |
|                      | Galba | Galba | Leben des Galba |
|                      | gramm. | de grammaticis | Leben der Grammatiker |
|                      | Iul. | divus Iulius | Leben des Gaius Iulius Caesar |
|                      | Nero | Nero | Leben des Nero |
|                      | Otho | Otho | Leben des Otho |
|                      | rhet. | de rhetoribus | Leben der Redner |
|                      | Tib. | divus Tiberius | Leben des Tiberius |
|                      | Tit. | divus Titus | Leben des Titus |
|                      | Vesp. | divus Vespasianus | Leben des Vespasian |
|                      | vir. ill. | de viris illustribus | Über berühmte Männer |
|                      | Vit. | Vitellius | Leben des Vitellius |
|                      | vita Crispi | vita Passieni Crispi | Leben des Crispus Passienus |
|                      | vita Hor. | vita Horatii | Leben des Horaz |
|                      | vita Luc. | vita Lucani | Leben des Lucan |
|                      | vita Plin. | vita Plinii maioris | Leben Plinius’ des Älteren |
|                      | vita Ter. | vita Terentii | Leben des Terenz |
|                      | vita Verg. | vita Vergilii | Leben des Vergil |
| Suid.                | Suidas | Suidas | |
| Suk                  | Talmudtraktat Sukka | Talmudtraktat Sukka | |
| Sulp. Sev.           | Sulpicius Severus | Sulpicius Severus | |
| Sus                  | Buch Daniel (Susanna im Bade 13 ) | Buch Daniel (Susanna im Bade 13 ) | |
| SVF                  | Stoicorum Veterum Fragmenta | Stoicorum Veterum Fragmenta | Hans von Arnim, 8 Bde. (Leipzig 1903–24) |
| Syll.                | siehe SIG | siehe SIG | |
| Symm.                | Symmachus | Symmachus | |
|                      | epist. | epistulae | |
|                      | or. | orationes | |
|                      | rel. | relationes | |
| Syn.                 | Synode | Synode | |
| Synes.               | Synesios | Synesios | |
|                      | epist. | epistulae | |
| Synk.                | Georgios Synkellos | Georgios Synkellos | |

| Legende zu den Farben der Autoreneinträge | Legende zu den Farben der Autoreneinträge | Legende zu den Farben der Autoreneinträge | Legende zu den Farben der Autoreneinträge                                                      |
| ----------------------------------------- | ----------------------------------------- | ----------------------------------------- | ---------------------------------------------------------------------------------------------- |
|                                           | Autor                                     | Autor                                     | Autorenabkürzung                                                                               |
| SW                                        | Sammelwerk                                | Sammelwerk                                | Sammlung oder Sammelwerk (sowohl moderne als auch antike)                                      |
| AN                                        | Anonym                                    | Anonym                                    | Schrift eines einzelnen, unbekannten Autors                                                    |
| BS                                        | Biblische Schrift                         | Biblische Schrift                         | Schrift des AT oder NT (auch Apokryphen)                                                       |
| RS                                        | Rabbinische Schrift                       | Rabbinische Schrift                       | Mischna, Talmud und sonstige hebräische, nichtbiblische Schrift                                |
| X                                         | Sonstiges                                 | Sonstiges                                 | Abkürzung von Lexikon, Referenz- oder Nachschlagewerk, Schriftreihe etc.; allgemeine Abkürzung |